# Alston (Cumbria)
Alston es una pequeña ciudad de 1128 habitantes en Cumbria, Inglaterra, sobre el Río Tyne en su confluencia con el Nent. Se encuentra a 300 m sobre el nivel del mar. Algunas poblaciones cercanas son las de Garrigill y Nenthead.

## Historia
Las más antiguas evidencias de población en la zona son restos de cerámica, un arete de oro y herramientas de sílex encontradas en uno de los dos túmulos excavados en 1935 a 3 kilómetros al nornoroeste de Alston en Kirkhaugh, fechadas entre el 2000 a. C. y el 1700 AC.
El territorio estaba habitado por la tribu de los brigantes. Hay evidencias de la presencia romana principalmente en los restos de la fortaleza romana de Whitley Castle, la antigua Epiacum. La fortaleza tuvo como propósito fundamental proteger la extracción de los depósitos de plomo y plata en la parte alta del valle del Tyne Sur.
En el siglo X fue parte de Tynedale, territorio disputado entre los reyes de Inglaterra y Escocia. Finalmente se resolvió a favor de la soberanía escocesa excepto en lo que se refería a la explotación minera: los derechos eran ingleses y los mineros gozaban de la protección de Inglaterra. 
En 1269, John de Balliol, rey de Escocia, invadió el norte de Inglaterra. Tras el conflicto, el vencedor, Eduardo I de Inglaterra, obtuvo el territorio de Tynedale, incluyendo Alston.

## Actividad económica
Históricamente la zona ha sido minera, explotando plomo, plata, zinc, carbón y fluorita. 
En el siglo XIII, la zona era conocida fundamentalmente por las minas de plata cuya explotación se efectuaba desde Carlisle, y que por el alto porcentaje de plata en el mineral se utilizó para acuñar moneda por la Real Casa de la Moneda instalada en Carlisle a tal efecto. 
Sin embargo, la explotación minera fue de pequeña escala hasta mediados del siglo XVIII. En esa época el principal propietario era la London Lead Company, de la Religious Society of Friends (cuáqueros), lo que ofreció mejores condiciones para los trabajadores de las habituales para la época. 
Las minas habían cerrado para la década de 1950, exceptuando la de Ayle Colliery, que a partir de 2005 se mantiene activa.
Eso, y el cierre de las pequeñas metalúrgicas que se establecieron entre los años 1940 y 1980 generaron un importante desempleo.
Actualmente la historia minera de la región es explotada turísticamente. El turismo se ha convertido en la principal actividad. El entorno es de excepcional belleza natural y Alston misma se caracteriza por sus calles empedradas y sus edificios de piedra del siglo XVII.
También, el Pennine Way, primer ferrocarril nacional, atraviesa Alston.
Los páramos del territorio son utilizados para actividades agrarias, especialmente cría de ovejas.